# 코다크롬

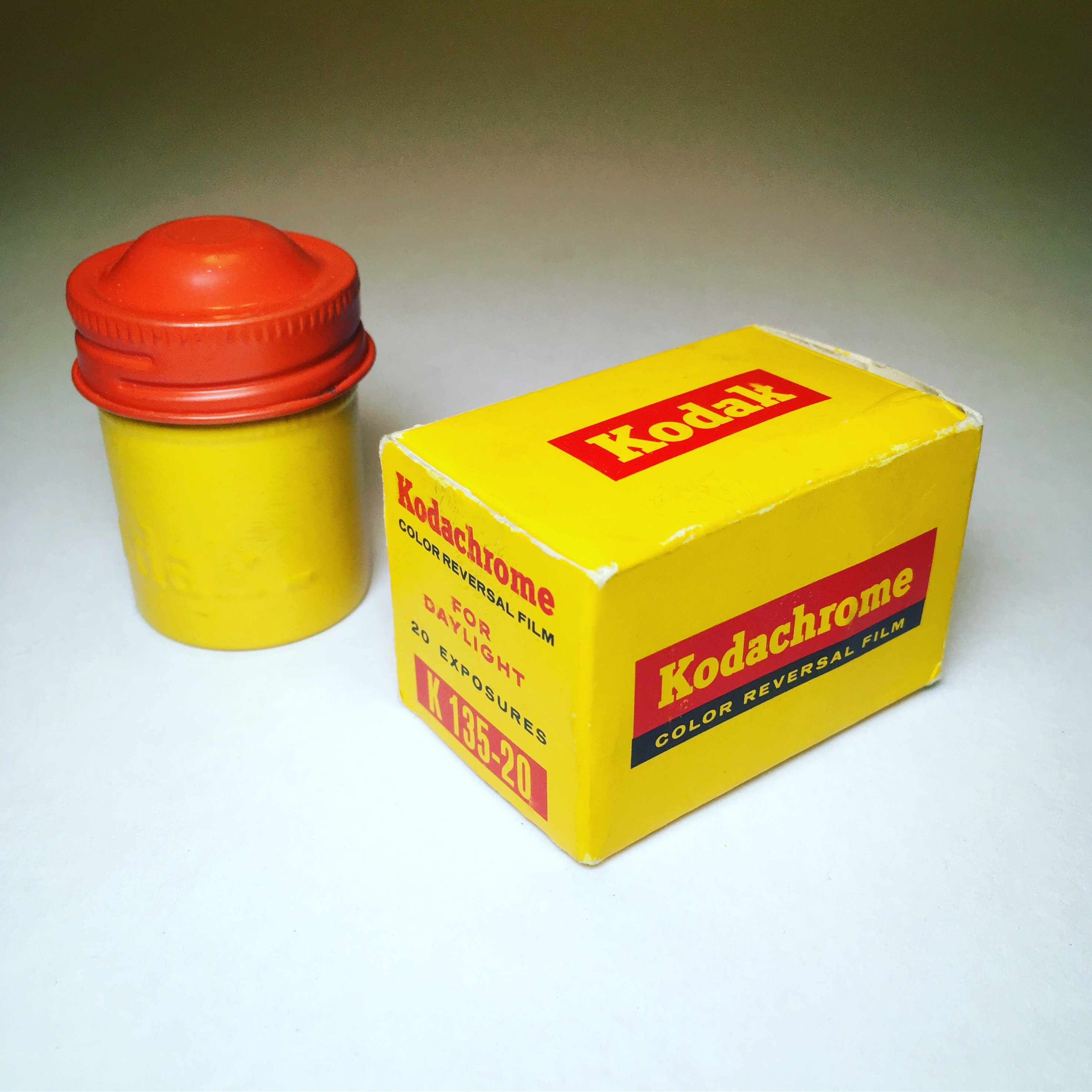
Kodachrome K135 20색 리버설 필름

코다크롬(Kodachrome)은 1935년 미국의 필름 회사인 코닥에서 출시한 리버설 필름 제품이다. 코다크롬은 영화 촬영과 전문 사진 촬영 등에 널리 이용되었으며 감법색상을 사용하여 성공적으로 대량 판매된 최초의 컬러 필름이다. 인화지, 디지털 사진 등 필름을 대체할 기술의 발달과 광범위한 보급으로 코다크롬의 시장 점유율은 점차 떨어졌다. 결국, 2009년에 생산이 중단되었으며 2010년 12월에 가공이 종료되었다.

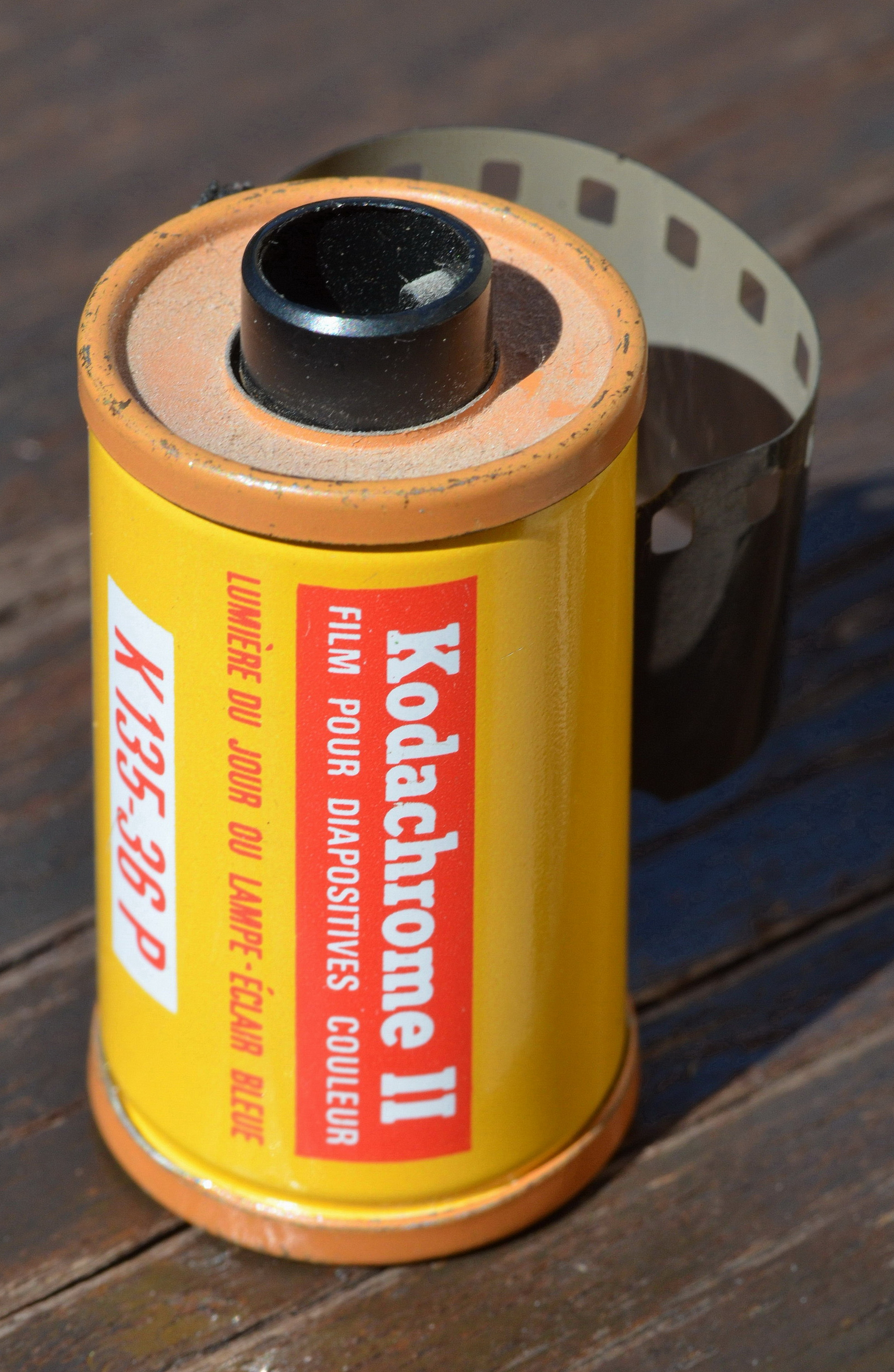
Kodachrome II – 컬러 슬라이드용 필름

## 같이 보기
- 135 필름